# Morten Hemmingsen
Morten Aaskov Hemmingsen (født 19. december 1980) er en dansk skuespiller.
Hemmingsen er uddannet fra Skuespillerskolen ved Odense Teater i 2005. 
Medvirker i teater, tv og film. Komponerer musik og har udgivet pladen Hjertekur. 
Han er kæreste med skuespiller Gaia Rosberg.

## Andre aktiviteter
Hemmingsen deltog i sæson 21 af Vild med dans. Han dansede med Malene Østergaard. Parret endte på en andenplads.

## Filmografi

### Film
| År   | Titel                    | Rolle  | Noter |
| ---- | ------------------------ | ------ | ----- |
| 2007 | De unge år               |        |       |
| 2008 | Spillets regler          |        |       |
| 2009 | Flugten                  |        |       |
| 2018 | Holiday                  | Jens   |       |
| 2018 | Ulvehunden               | Weedon |       |
| 2021 | Forsvundet til Halloween | Fader  |       |

### Tv-serier
| År        | Titel          | Rolle             | Noter                |
| --------- | -------------- | ----------------- | -------------------- |
| 2009      | Store Drømme   |                   |                      |
| 2013-2024 | Badehotellet   | Morten Enevoldsen | Sæson 1-10           |
| 2021      | Kometernes jul | Laurids           | Julekalender på TV 2 |